# Мексикано-эритрейские отношения
Мексикано-эритрейские отношения — двусторонние дипломатические отношения между Мексикой и Эритреей. Государства являются полноправными членами Организации Объединённых Наций.

## История
Дипломатические отношения между государствами были установлены 23 июня 1993 года. Связи развивались в основном в рамках многосторонних форумов. В ноябре 2010 года правительство Эритреи направило делегацию из трёх человек для участия в Конференции ООН по изменению климата 2010 года в Канкуне.
В 2019 году несколько сотен эритрейских мигрантов прибыли в Мексику, а затем направились к границе этой страны с Соединёнными Штатами Америки. Многие из мигрантов пытались просить убежища в Соединённых Штатах так как покинули Эритрею из-за нарушений прав человека и обязательной военной службы. Однако, большинству из них было отказано во въезде в Соединённые Штаты, а некоторые эритрейцы в итоге получили убежище в Мексике.

## Дипломатические представительства
- Мексика представляет свои интересы в Эритреи через посольство в Каире (Египет)[5].
- Интересы Эритреи в Мексике представлены через посольство в Вашингтоне (США)[6].